# Neil Adams
Neil Adams (né le 27 septembre 1958) est un judoka britannique. Il participe aux Jeux olympiques d'été de 1980 et aux Jeux olympiques d'été de 1984. En 1980, il combat dans la catégorie des poids légers et remporte la médaille d'argent. En 1984, il combat dans la catégorie des poids mi-moyens et remporte également la médaille d'argent. Au cours de sa carrière sportive, Neil Adams est monté à quatre reprises sur un podium mondial (1979, 1981, 1983 et 1985) et à huit reprises sur un podium européen (1977, 1978, 1979, 1980, 1982, 1983, 1984, et 1985).

## Palmarès

### Jeux olympiques
- Jeux olympiques de 1980 à Moscou,  Union soviétique
  -  Médaille d'argent.
- Jeux olympiques de 1984 à Los Angeles,  États-Unis
  -  Médaille d'argent.

### Championnats du monde
- 1979 à Paris,  France :  Médaille de bronze.
- 1981 à Maastricht,  Pays-Bas :  Médaille d'or.
- 1983 à Moscou,  Union soviétique :  Médaille d'argent.
- 1985 à Séoul,  Corée du Sud :  Médaille de bronze.

### Championnats d'Europe
- 1977 à Ludwigshafen,  Allemagne :  Médaille de bronze.
- 1978 à Helsinki,  Finlande :  Médaille de bronze.
- 1979 à Bruxelles,  Belgique :  Médaille d'or.
- 1980 à Vienne,  Autriche :  Médaille d'or.
- 1982 à Rostock,  Allemagne :  Médaille de bronze.
- 1983 à Paris,  France :  Médaille d'or.
- 1984 à Liège,  Belgique :  Médaille d'or.
- 1985 à Hamar,  Norvège :  Médaille d'or.